# ビス(クロロメチル)エーテル
ビス(クロロメチル)エーテル (bis(chloromethyl) ether) とは、有機ハロゲン化物で、エーテルの一種。有機合成試剤として芳香族化合物のクロロメチル化反応などに用いられる。BCME と略称される。

## 調製
パラホルムアルデヒドと塩化水素、クロロスルホン酸から合成される。

## 用途
ルイス酸や強ブロンステッド酸とともに用いることで、芳香環を求電子的にクロロメチル化する。
{\displaystyle {\ce {Ar-H\ +BCME\ +{\mathit {acid}}->Ar-CH2Cl}}}
ほか、エーテル構造「{\displaystyle {\ce {-CH2-O-CH2{}-}}}」のビルディングブロックとして用いられる。

## 安全性
眼や呼吸器に刺激をもたらし、さらに発癌性が知られるため、日本では労働安全衛生法における製造等禁止物質に該当しており、都道府県労働局長の許可を受けた試験研究用途以外は製造・輸入・譲渡・提供・使用が禁止されている。米国EPA極めて危険有害な物質の一覧にも掲載される。